# Vraag (taal)

In een aantal talen wordt een geschreven vraag afgesloten met een vraagteken

Een vraag is een zin die bedoeld is om informatie in te winnen, een verzoek te uiten of tot denken aan te zetten. In veel landen wordt zo'n zin op schrift beëindigd met een speciaal teken dat in het Nederlands "vraagteken" wordt genoemd. In de spreektaal stijgt de toon meestal aan het eind van de zin. Door de manier van vragen stellen en de keus voor de persoon die vragen stelt, kan een gesprek in een bepaalde richting worden gestuurd.

## Vraagsoorten
Vragen kunnen worden ingedeeld in soorten, hoe dat indelen gebeurt is afhankelijk van het vakgebied van waaruit een indeling wordt gemaakt. Vragen kunnen verschillen naar het doel van de vraagsteller, de vorm van de vraag of de situatie waarin deze gesteld wordt. Men stelt bijvoorbeeld vragen om een ander een podium te geven om kennis ten toon te spreiden, of men stelt vragen om een ander duidelijk te maken dat diegeen minder kennis heeft, of van een lagere rang of stand is.

### Open en gesloten vraag
Een bekend onderscheid uit de communicatiewetenschap en de psychologie is de indeling in open vraag en gesloten vraag. De open vraag is er later bijgekomen en blijkt in de literatuur geen eenduidige definitie te hebben.

#### Open vraag
Een open vraag is algemeen gesteld een vraag waarop degenen waarvan een antwoord wordt verwacht, met een eigen bedacht, open antwoord kan komen.
Als voorbeeld: Hoe vindt u de samenwerking bij onze organisatie?
Een open vraag kan een vragend voornaamwoord bevatten, zoals wie, wat en welke. Ze staan meestal aan het begin van de zin:
- Wie? (vragen naar het onderwerp)
- Welke? (vragen naar het onderwerp met keuze uit beperkte groep)

Een open vraag met een vragend bijwoord
- Waar, waarheen, waarvandaan? (vragen naar een plaats of richting)
- Wanneer, hoe laat, hoelang, hoe vaak? (vragen naar het tijdstip, de tijdsduur, periode of frequentie)
- Hoe? (vragen naar een manier of methode)
- Waarom, waardoor, hoezo, waartoe? (vragen naar de reden, oorzaak, verklaring en doel)
- Wat voor? (vragen naar de aard of kwaliteit)

In de motiverende gespreksvoering worden de open vragen omschreven in de sfeer van vragen die uitnodigen tot een gesprek, geen weerstand oproepen en waardoor iemand bereid is iets te vertellen over wat hem of haar bezighoudt. Belangrijk is er geen oordeel in te leggen ("Wat vind je zo vervelend aan de situatie?" wordt dan in een voorbeeld beantwoord met: ik vind het niet vervelend, dat is jouw oordeel. En dan stopt het gesprek).
In de Intervisiewaaier van Jeroen Hendriksen en Jantine Huizing wordt gesproken over "het analyseren van de werkvraag met behulp van open, ruimtegevende vragen. Stel feitelijke vragen maar ook vragen over gevoelservaringen en emotionele beleving."
In kollegiale konsultatie en Intervisie van werkgroep DOZ (1986) wordt gesproken over:
- Probleemverhelderende vragen
- Situatieverkennende vragen
- Vragen buiten het probleem om
- Didactische vragen

#### Gesloten vraag
Een gesloten vraag is een vraag, waarin de antwoord-mogelijkheden meer begrensd zijn.
Als voorbeeld "Heeft u bij onze organisatie expliciet racistische ervaringen gehad?
Over het algemeen wordt gesteld dat men met open vragen meer informatie krijgt in de antwoorden dan men zelf kan bedenken en dat men bij gesloten antwoorden de informatie krijgt waarnaar men expliciet vraagt. Bij gesloten vragen kan een respondent eenvoudiger begrijpen waar het een vraagsteller om gaat en een "gewenst antwoord" geven.
Voor beantwoording van de vraag wat een open vraag is, bestaat geen eenduidig concept.
Bij een gesloten vraag is het aantal antwoordmogelijkheden beperkt. Soorten gesloten vragen zijn de ja-nee vraag of de (meer-)keuzevraag.

#### Ja-nee-vraag
Een ja-neevraag of werkwoordelijke vraagzin begint met de persoonsvorm van het werkwoord en als antwoord kan er ja of nee gegeven worden. Voorbeelden:
- Heb jij een computer?
- Vertrekken zij morgen?
- Komt hij morgen niet?
- Kan dit niet wachten?

Een ja-neevraag kan de vorm van een mededelende zin aannemen. In dat geval gaat de klank aan het eind van de zin omhoog om het als een vraag te laten klinken:
- Jij hebt een computer?

Vragen kunnen als ja-neevraag gesteld worden, zonder het feitelijk te zijn. Voorbeeld:
- Kunt u mij zeggen hoe laat het is?
- Kunt u mij de boter geven?

Hierop verwacht men niet het antwoord ja of nee, maar de tijd of de boter. Wanneer er wel met nee geantwoord wordt, zou er uit beleefdheid een uitleg bij gegeven moeten worden.
Als het om computerprogrameertaal gaat, krijg je op bovenstaande twee vragen het antwoord ja of nee, daar moet je de vraag anders opbouwen.
In het Hongaars heeft een gesloten vraag of "beslissingsvraag" een eigen type intonatie om aan te geven dat het om een vraag gaat, maar open vragen die beginnen met een vraagwoord hebben dezelfde intonatie als een mededelende zin.

##### Keuzevraag
In de keuzevraag zijn de antwoorden in de vraagstelling genoemd. Voorbeeld:
- Bent u voor of tegen het project?
- Wil je een croissant of een krentenbol?

Verwant aan de keuzevraag is de meerkeuzevraag die vaak in examens, onderzoeken en psychologische testen wordt gebruikt. Voordeel is dat de antwoorden snel en geautomaiseerd nagekeken kunnen worden. Nadeel is, dat wanneer de vraagstelling en de keuze-antwoorden meerdere mogelijkheden inhouden, of vanuit een bepaalde veronderstelling zijn gesteld, vanuit een bepaalde groep personen met dezelfde kenmerken en leefwereld, de respondenten het goede antwoord niet kunnen vinden.

### Suggestieve vraag
Met een suggestieve vraag wordt gedoeld op een vraag die een suggestie wekt over een door de vraagsteller veronderstelde gang van zaken, waardoor degeen aan wie de vraag wordt gesteld moeilijk een antwoord kan geven dat neutraal is. Een voorbeeld: "Kort nadat u de overeenkomst over de aankoop van jachtvliegtuigen rond had, kocht u een groot buitenhuis in Wassenaar." De suggestie die wordt gewekt, is dat er onder de tafel een grote som geld aan de aflsuiter van de overeenkomst is gegaan. Ook al ontkent degeen aan wie de vraag wordt gesteld dat de gang van zaken zo was als de vraagsteller meent, veel mensen die de vraag hebben gehoord zullen denken dat er smeergeld is gevloeid.
Suggestieve vragen kunnen ook worden gesteld om het antwoord in een richting te sturen die de vragensteller wenst, of denkt dat juist is. Voorbeelden van eenvoudige suggestieve vragen zijn:
- Je bent toch wel met me eens dat we vanavond terug gaan?
- Je dacht zeker dat ik je zou vergeten?
- We zijn een heel eind gekomen vandaag, vinden jullie niet?

### Directe en indirecte vraag(bron?)
Vragen kunnen onderverdeeld worden in directe en indirecte vragen.
Een directe vraag eindigt altijd met het vraagteken ? (zie leestekens) Voorbeeld:
- Wanneer kom je?

Een vraag kan ook als indirecte vraag gesteld worden, zonder dat het de grammaticale vorm van een vraag heeft. Voorbeeld:
- Ik zou graag weten, wanneer je komt.

### Gerichte of lineaire vraag(bronnen?)
De gerichte vraag of ook wel lineaire vraag kan zowel open als gesloten gesteld worden en vraagt naar concrete gegevens en feiten. Het antwoord is vaak kort en de vraag alleen leidt daardoor weinig tot uitdieping van het onderwerp. Voorbeelden:
- Wat is er gebeurd? / Heeft u verwondingen?
- Hoe laat was u ter plekke? / Was u alleen?
- Hoeveel? Hoe vaak?

Maar bijvoorbeeld niet het gebruik van hoe of waarom.

### Strategische vraag(bron?)
Bij een strategische vraag is het antwoord wel ongeveer bekend, maar wordt de vraag toch gesteld om het antwoord letterlijk te horen of om de andere partij nogmaals te laten nadenken over de inhoud van het antwoord. Voorbeelden:
- Wat had ik je nu gezegd? (bijvoorbeeld door ouder aan kind gesteld)
- Hoe hard denkt u dat u hier mag rijden? (verkeerspolitieagent)
- Begrijp ik goed dat u zegt...? (controlevraag)

### Reflectieve vraag(bron?)
De reflectieve vraag is bedoeld om iemand over zijn eigen situatie of rol te laten nadenken. Voorbeeld:
- Hoe kijk je naar jezelf in deze situatie?
- Wat is jouw aandeel hierin?
- Wat denk je dat er van je verwacht wordt?

### Retournerende vraag(bron?)
De retournerende vraag, ook wel wedervraag genoemd, is een vraag die als antwoord dient op een eerder gestelde vraag. Voorbeeld:
- Hoe oud ben je? Waarom wil je dat weten?
- Ben je katholiek? Heeft de paus een balkon?
- Mag ik je wat vragen? Waarom vraag je dat?

### Doorvraag
De doorvraag gaat door op het antwoord dat gegeven werd. De doorvraag werkt heel stimulerend en brengt vaak veel informatie naar boven. Voorbeelden:
- Wat bedoelt u daarmee?
- Kun je een voorbeeld geven?
- Wat zouden daar de gevolgen van kunnen zijn?

### Relationele en circulaire vraag(bron?)
Een relationele vraag moet antwoord geven op de onderlinge relatie tussen twee personen en de verschillen in beleving. In mediation wordt deze vraag bijvoorbeeld gesteld. Voorbeelden:
- Hoe was de relatie in het verleden?
- Wat voor gedachten voor toekomst?
- Waar is het beide partijen om te doen?

Een circulaire vraag wordt eveneens gebruikt in een gesprek met een bemiddelaar. Hierbij wordt aan beide partijen een vraag gesteld, waarbij de tweede vraag, de circulaire vraag, doorgaat op het antwoord van de startvraag. Voorbeeld:
- Wat is er nodig voor u om uit dit conflict te komen?
- Wat kunt u geven om daaraan tegemoet te komen?

### Negatieve vraag(bron?)
Negatieve vragen hebben een ontkenning in de zin. Voorbeeld: Moet je niet werken? Negatieve vragen drukken op verschillende manieren bevestiging of ontkenning uit. Negatief geformuleerde vragen zijn vaak voor meer uitleg vatbaar of moeilijk te begrijpen. Dit komt doordat het soms onduidelijk is of geantwoord moet worden op het tegengestelde of op het niet-ontkende. Voorbeelden:
- Kom je mee? is een duidelijke vraag. Kom je niet mee? is niet het tegengestelde daarvan, maar heeft een aanvullende betekenis, net als een voorafgaand vermoeden of veronderstelling: de ander zou immers toch sowieso niet meekomen. Een antwoord met ja of nee is ook niet zonder meer mogelijk omdat het tot misverstanden kan leiden.
- Aan iemand zonder paspoort kan gevraagd worden: Heb je een paspoort? Of: Heb je geen paspoort?. In beide gevallen kan de persoon in kwestie er nee op antwoorden, terwijl de vragen tegengesteld lijken.

### Zuigende vraag(bron?)
Een zuigende vraag is een suggestieve vraag die specifiek bedoeld is om een reactie uit te lokken, meestal om iemand op de kast te jagen of kwaad te maken en bepaalde reacties uit te lokken. Voorbeelden:
- Vindt u ook niet dat u gefaald heeft?
- Heeft u als technisch directeur eigenlijk nog wel iets te zeggen hier?
- Wat vindt u daar nou zelf van?

### Persisterende vraag(bron?)
De persisterende vraag is een vraag die steeds wordt herhaald ongeacht het antwoord. Voorbeelden:
- Wat dacht u dat er zou gebeuren? Antwoord: Wat dacht u dat er zou gebeuren? Enzovoorts.

### Retorische vraag
Een retorische vraag is niet echt een vraag maar een stijlfiguur. Het is een bewering in vraagvorm en er wordt dan ook geen antwoord op verwacht. De retorische vraag kan zowel stimulerend werken, als verzet op roepen. Voorbeeld:
- Zijn we niet allemaal trots op de geleverde prestatie?

Een ander gebruik van de retorische vraag is de hypothetische vraag die bijvoorbeeld vaak door conferenciers wordt gebruikt als grap of om het publiek te choqueren, of als confronterende vraag in een politievraaggesprek. De vraag lokt namelijk uit dat met elk antwoord dat iemand geeft meer informatie wordt losgelaten dan hij van plan was. Voorbeeld:
- Heb je je vrouw nog geslagen dit weekend?

### Hypothetische vraag
Een hypothetische vraag heeft een vooronderstelling in zich voor onderzoek en om de beeldvorming aan het werk te zetten of om een denkproces bij de ander op gang te brengen. Voorbeelden:
- Stel dat de fractievoorzitter opstapt; wilt u dan fractievoorzitter worden?
- Wat gaat u doen als de deal niet doorgaat?

## De vraag als denk- en beschrijvingsinstrument

### Vragen in de journalistiek
In een klassiek journalistiek bericht worden de volgende vragen beantwoord, in volgorde van belang: wie?, wat?, waar?, wanneer?, hoe? en waarom?
Voorbeelden:
- De Premier is gisteren naar Peking gereisd om, onder begeleiding van Nederlandse vertegenwoordigers van het zakenleven, met de Chinese staatspresident te spreken over economische en culturele uitwisseling.
- Een onbekende heeft gisternacht een deur van de domkapel met een breekijzer geforceerd. Uit het kerkgebouw werd niets ontvreemd. De politie en het kerkbestuur staan voor een raadsel.

In een interview in de journalistiek en de wetenschap kan een vraag deel uitmaken van een methodiek, het vragen stellen is dan een manier om van iemand een antwoord te krijgen dat er anders niet zou komen. Er kan gebruik worden gemaakt van:
- Gesloten vragen: deze laten zich in de regel relatief kort en eenduidig beantwoorden. In wetenschappelijk onderzoek worden de antwoordcategorieën er van tevoren bijgegeven. Men gebruikt deze vorm geregeld in vragenlijsten. Voorbeeld: Hoe oud bent u?
- Open vragen: deze laten zich in de regel met een woord of zin beantwoorden. Voorbeeld: Wat waren beslissende gebeurtenissen in uw jeugd?
- Suggestieve vragen: hierbij wordt de geïnterviewde een bepaald antwoord ontlokt. Voorbeeld: Vindt u ook niet dat de regering vanwege de miserabele politiek moet opstappen?

### Vragen in het onderwijs
Wie vraagt, die krijgt - dit geldt ook voor het onderwijs. De kwaliteit van het antwoord, respectievelijk het teweeggebrachte denkproces, hangt voornamelijk af van de formulering van de vraag. Dit kan door gebruik te maken van de volgende criteria:
- Concrete formulering van het doel dat met de vraagstelling bereikt moet worden
- Rekening houden met het PACKO-Schema. Dit is een checklist met vragen die gebruikt kan worden in seminars. Hiervan is het de bedoeling dat een vraag iemand niet verwart, maar aanzet tot nadenken, om te voldoen aan het vergroten van het leerproces. Het schema luidt als volgt:

P Persoonlijk
A Activerend
C Concreet
K Kort
O Open
- Geen discussie over de vraagstelling uitlokken (tenzij dit effect beoogd is)
- Slechts één vraag tegelijk formuleren, gezien meerdere vragen in een zin tot verwarring leiden.
- Trefwoorden vermijden, gezien ze polariseren en tot ongewenste associaties leiden.
- In de vraag niet vooruitlopen op het antwoord.
- Voldoende achtergrondinformatie van het behandelde thema voorbereiden.
- Vragen positief formuleren. Negatief geformuleerde vragen zijn vaak voor meer uitleg vatbaar of moeilijk te begrijpen.

## Vragen in het recht
Geoefende juristen kunnen een zaak beoordelen aan de hand van een reeks vragen. Een goed jurist is niet per se iemand die veel zaken wint, maar iemand die een zaak goed kan inschatten. Daarbij is een simplistische vraagstelling als Wie wil wat van wie waaruit? onvoldoende. Een persoon die in een bepaalde kwestie juridisch advies wil, ziet de kwestie veelal slechts alleen vanuit het eigen perspectief, en dat waarvan degene denkt dat recht of rechtvaardig is. Om de kern van een zaak op tafel te krijgen en de kansen, zijn reeksen vragen nodig, die deels gelijk kunnen zijn voor elke nieuwe kwestie, maar ook zaaksafhankelijk zijn. De klant weet zelf vaak niet waarom het juridsch gaat en wat juridsich mogelijk is. Voor een zaak naar burgerlijk vermogensrecht spelen bijvoorbeeld de volgende punten:
- om wiens belang of wiens belangen gaat het
- welke eis (prestatie, geconstateerd feit, hoedanigheid) zou kunnen worden gesteld,
- om welke aanspraak gaat het concreet gaat
- in strijd met welke rechtsnorm is gehandeld
- wie wederpartij of medestander is of zou moeten zijn
- welke aansprakelijkheidsgrondslagen onder de eis kunnen worden gelegd

## Vragen in managementsystemen
Vaak worden bij een managementinformatiesysteem vragenregisters als instrument ingezet ter certificering en voor de beoordeling van het bereiken van doelen. Ze dienen ertoe het nakomen van gezette standaarden te controleren, respectievelijk systemen vergelijkbaar te maken.

### Vragen in expertsystemen
Zoals er in het algemeen door vragen en antwoorden een leerproces ontstaat, zo wordt in een expertsysteem - een deelgebied van de kunstmatige intelligentie - de vraag als belangrijkste hulpmiddel benut, om een kennisbank te doorzoeken en nieuwe kennis toe te voegen.

## Vragen in de wetenschap
In de wetenschap is het vaak een vraag die tot onderzoek voert, of men stelt vragen ten aanzien van een eerder behaald onderzoeksresultaat. Een goed gestelde vraag vergt op zichzelf vaak onderzoek. Weteschappelijke scepsis is de basis voor het verder ontwikklen van kennis. Het stellen van goed onderbouwde vragen is een wetenschappelijke methode om een hypothese op te stellen en deze te onderzoeken. Goede wetenschap is gebaseerd op de kwaliteit goede vragen te kunnen stellen, op professionele nieuwsgierigheid.
Millions saw the apple fall but Newton was the one who asked why.

 Bernard Baruch

## Socratische methode[bron?]
De filosoof Socrates heeft zelf geen publicaties op zijn naam staan. Leerlingen hebben vastgelegd wat zij zagen als zijn gedachtegoed. Aangegeven wordt bijvoorbeeld dat hij een methode gebruikte van kennisverwerving die maieutiek, of kunde van de vroedvrouw, wordt genoemd. Hij ging ervan uit dat de kennis (welke?) bij de mens al in een sluimertoestand aanwezig is. De mens is zich er alleen nog niet van bewust. Zoals een vroedvrouw hielp Socrates diens kennis naar buiten door het stellen van de juiste (?) vragen, met de zogenaamde Socratische methode.

## Citaten
- Er zijn naïeve vragen, saaie vragen, slecht geformuleerde vragen en vragen die vanuit onvoldoende zelfkritiek gesteld worden. Maar elke vraag is een schreeuw om de wereld te willen begrijpen. Domme vragen bestaan niet. (Carl Sagan)
- Domme vragen bestaan niet, domme mensen wel. (Herbert Garrison)[bron?]

## Gezegden
- Die vraag brandde mij op de lippen. (Ik stond op het punt om hem te stellen.)
- Vraag niet hoe. (Iets dat op een moeilijke of onbegrijpelijke manier tot stand is gekomen.)
- Dat is voor jou een vraag en voor mij een weet. (Ik weet het, jij weet het niet en ik vertel je het ook niet.)
- Een academische vraag (Theoretisch belang, niet zozeer een praktisch nut.)
- Een dwaze kan meer vragen stellen dan een wijze kan beantwoorden. (Er zijn altijd vragen waar niemand een antwoord op weet.)
- To be or not to be, that's the question (uit het toneelstuk Hamlet van William Shakespeare)